# Pokémon Mystery Dungeon: Gates to Infinity
Pokémon Mystery Dungeon: Gates to Infinity (ポケモン不思議のダンジョン マグナゲートと∞迷宮 Pokémon Fushigi no Dungeon: Magnagate to Mugendai Meikyū, direkte oversat Pokémon Mystery Dungeon: Magna-portal og uendelighedslabyrinten) er et rollespil i Pokémon-franchisen udviklet af Spike Chunsoft, udgivet af The Pokémon Company og distribueret af Nintendo til Nintendo 3DS-konsollen. Det er den niende del af Pokémon Mystery Dungeon-serien og blev udgivet i Japan den 23. november 2012, i Nordamerika den 24. marts 2013, i Europa den 17. maj 2013, og Australien den 18. maj 2013.
Som andre Mystery Dungeon-spil har Gates fokuserer Infinity på et tur-baseret kampsystem i et gitter-baseret dungeon-miljø (grotter og lignende), som forandrer sig, som at spilleren—et menneske, der blev til en Pokémon—bevæger sig fra niveau til niveau. Spillet har modtaget blandede anmeldelser, men blev generelt bedømt lavere end dens forgængere.